# Valentín Álvarez
Valentín Álvarez (La Habana, 1952) fue un músico español de jazz, flautista y saxofonista (barítono, tenor, alto, soprano y sopranino). Falleció en Alicante el 20 de septiembre de 2023

## Biografía
Aunque nació en Cuba, de padres y abuelos españoles (Valentín Álvarez Muñiz y Álvaro Díaz Quiñones) exiliados allí por la guerra civil española, a la edad de 10 años se trasladó con su familia a España. 
Comenzó a interesarse por el jazz mientras realizaba sus estudios de ingeniero superior de telecomunicaciones en la Universidad Complutense de Madrid, influido por el colectivo universitario Jazz Forum, que formaron el contrabajista David Thomas y el pianista Jean-Luc Vallet, en el que estaban sus amigos el contrabajista Miguel Ángel Chastang, el trompetista Alfredo Carda, el baterista José Antonio Galicia, el flautista/saxofonista Jorge Pardo y el pianista Tomás San Miguel. Valentín Álvarez empezó a tocar flauta y saxo barítono con ellos en el grupo Orgón. Posteriormente conoce al guitarrista Ángel Rubio y se incorpora al grupo Madera. Con el saxo barítono, fue miembro desde su fundación de la orquesta del pianista Jean-Luc Vallet y del baterista Carlos Carli llamada Jean-Luc Vallet/Carlos Carli 'Libra-Collage' Big Band. 
Con Orgón, sus tres vientos Alfredo Carda (trompeta), Pelayo Fernández Arrizabalaga (saxo alto), y Valentín Álvarez (saxo barítono), participan en el rodaje, en diciembre de 1979, de la película Ópera prima para su escena final, interpretando un tema propio. Tocan en el XVI Festival de Jazz de San Sebastián (1981) ganando el "Premio especial del jurado" graban un tema en el disco del festival Donostiako XVI Jazzaldia y telonean al grupo Art Ensemble of Chicago en el III Festival de Jazz de Madrid (1982).  
En 1981 entra a formar parte del grupo del contrabajista Miguel Ángel Chastang y del saxofonista alto/soprano Jorge Sylvester llamado Chastang/Sylvester Sextet , en el que toca saxos barítono y sopranino, y con el que graba el disco Magic Night (1983) y telonean a Miles Davis en el IV Festival de Jazz de Madrid (1983), a Stan Getz en el V Festival de Jazz de Madrid (1984) y a Gato Barbieri en el de Barcelona; también tocan en el Nancy Jazz Pulsations y en el First Spanish Jazz Festival en Nueva York (1987).
Al mismo tiempo, en 1982, con el trompetista suizo Markus Breuss, el baterista José Vázquez "Roper", y el bajista Alejandro Vaquerizo, forma el cuarteto OCQ. Un año después el bajista definitivo fue Titi Moreno. 
En marzo de1986 OCQ graba un programa entero de "Jazz entre amigos" de TVE y en mayo de 1986 ganan el Premio al Mejor Grupo y Valentín el Premio al Mejor Solista de la IV Muestra de Jazz Madrileño. Graban dos discos con composiciones propias y actúan en los principales clubs y festivales de jazz de España y alguno de Europa, como el Montmartre de Copenhague, hasta que en 1991, Titi Moreno deja de tocar el contrabajo y retoma su primer instrumento, la guitarra, con lo que se deshace el cuarteto OCQ para convertirse, esta vez sin Markus Breuss, volviendo el bajista Alejandro Vaquerizo, y con Luis Fornés al piano (que ya había colaborado con OCQ), en el quinteto "Round Trip", que graba otro programa de "Jazz entre amigos" de TVE y tocan por toda la geografía española.
En 1990 entra a formar parte del grupo KETAMA hasta su disolución en 2005.
Como baritonista ha tocado con casi todas las big bands de Madrid.

## Grabaciones
- Orgón: Donostiako XVI Jazzaldia

- Chastang/Sylvester Sextet: Magic Night (Jazz Stop)

- OCQ: OCQ (Linterna Música)

- OCQ: Metalógica (Linterna Música)

- Big Band del Foro: Quiet (Sufre Records)

- Big Band del Foro: Manifestación

- Kereuá: Afro-Latin Jazz

## Colaboraciones
Ha tocado y/o grabado discos con artistas de jazz, música latina, flamenco, pop, rock y blues, como:
Jazz:
Orgón, Madera, Jean Luc Vallet-Carlos Carli Libra Collage Big Band, David Thomas Music Inc., Ted Daniel Madrid-All-Stars, Chastang-Sylvester Sextet, OCQ, Big Band del Foro, Camaleón Blues Band, Nacho Dogan Chatanooga Big Band, Clónicos,  ISP, Round Trip, Big Band de la Asociación de Músicos de Madrid con Pedro Iturralde, Escuela de Música Creativa Big Band, Taller de Músicos Big Band, Zapping, Juan Muro Wall Big Band, Kereuá-Latin Jazz (Afro-Cuban Band de Jorge Reyes).
Música latina:
"Un Poquito De Todo", Cheo Feliciano + Luis García, Celia Cruz, Camilo Azuquita, Cano Estremera, Luisito Carrión, Paquito Guzmán, Primi Cruz, José Bello, Mariano Cívico, Rafú Warner, Luigi Teixidor, Yolandita Rivero, Orquesta del Solar, Henry Fiol, Reinaldo Creagh (Vieja Trova Santiaguera, de Cuba), Augusto Enríquez, Jimmy Bosch, Herman Olivera, Frankie Vázquez, Adalberto Santiago, Ray de la Paz, Miguel Barcasnegras "Meñique", Alex de Castro, José Alberto "El Canario", Tito Allen, Choco Orta.
Flamenco:
Los Chorbos, La Polaca, José Menese, Enrique de Melchor, Lola Flores, Tomatito, José Soto "Sorderita", Ketama (desde 1990 en todas sus giras y en todos sus discos), Ketama & "The Latin All Stars" (Paquito D'Rivera, Arturo Sandoval, Dave Valentín, Michel Camilo, Giovanni Hidalgo, Ignacio Berroa), Antonio Canales, Lolita, La Barbería del Sur, El Potito, Niña Pastori, Pepe Luis Carmona, José el Francés, "Homenaje a Jeros", Manteca (Luis Cobo "Manglis"), "Por Herencia", India Martínez, "De Buena Rama" (el hijo de Camarón de la Isla), Félix Amador, Juan Maya.
Pop, rock, blues:
Elisa Serna, Pablo Guerrero, Adolfo Celdrán, Los Locos, Los Mismos, Rosana, Pasión Vega, Seydu, Lions in Love, Amor en Vena, O'funk'illo, Cómplices, Estopa, J. Teixi Band.
Desde el curso 2004-2005 compagina su presencia en los escenarios y estudios de grabación con la docencia como profesor de saxos y flauta en "La Popular: Escuela de Música y Danza de Madrid" hasta julio de 2021, que comienza como profesor particular independiente con clases on-line principalmente.

## Premios
- Premio Especial en el XVI Festival de Jazz de San Sebastián (1981) con su grupo Orgón. 
- Premio al Mejor Solista de la IV Muestra de Jazz Madrileño (1986).
- Premio al Mejor Grupo (su cuarteto "OCQ") de la IV Muestra de Jazz Madrileño (1986).
- Premio al Mejor Grupo ("OCQ") "Jazz entre amigos" de TVE (1987).